# Hans Henning Ørberg
Hans H. Ørberg (latinsky Ioannes Montaurius, 21. dubna 1920, Store Andst, Dánsko – 17. února 2010, Grenaa) byl dánský didaktik a autor učebnic latiny, které se používají v mnoha zemích po celém světě, včetně České republiky.

## Život
Narodil se v Dánsku, kde také studoval angličtinu, francouzštinu a latinu na kodaňské univerzitě a část svého života věnoval i přímému vyučování těchto jazyků na dánských školách (1946-1952, 1961-1963).
Mezi lety 1953 a 1961 byl pracovníkem mezinárodního Institutu pro přirozenou metodu výuky jazyků (“Naturmetodens Sproginstitut”). Za svého tamějšího působení částečně navázal na starší snahy o co neúčinnější způsob výuky latiny a dále jej zdokonalil a rozvinul. Vytvořil tak v roce 1955 zcela unikátní sadu učebnic Lingua Latina secundum naturae rationem explicata, kterou po svém penzionování v roce 1990 vydal v novém, upraveném vydání pod názvem Lingua Latina per se illustrata. Sám pak až do své smrti řídil vydavatelství Domus Latina, jehož prostřednictvím se jeho učebnice latiny šířily napříč Evropou (včetně postkomunistických zemí) i za Oceán.

## Lingua Latina per se illustrata
Stěžejní dílo Hanse H. Ørberga, které i v následujících desetiletích neustále zdokonaloval, je založeno na přímé, induktivní neboli přirozené metodě výuky latiny. Studenti se začínají učit na nejjednodušších větách, jako je např. "Roma in Italia est" (Řím je v Itálii). Význam všech nových slov přitom vždy vyplývá z kontextu, případně z připojených ilustrací a již známých pojmů. Také gramatika není podávána tak, aby se studenti naučili jen poučky, ale mnohem spíše samotný jazyk – vždyť i gramatikové systematizovali latinský jazyk na základě děl nejvýznamnějších latinských autorů. V rámci metody se tedy nepožaduje v prvé řadě překlad do mateřského jazyka ani memorování gramatických pouček ještě před četbou textu kapitoly, ale naopak jsou studenti vedeni k tomu, aby dokázali porozumět latinsky psanému textu bez použití slovníku, latinsky myslet a případně i hovořit. Tím se výuka latiny do jisté míry přiblížila moderním jazykům.
Tato sada učebnic latiny se dělí na dvě části, jejichž hlavními svazky jsou Familia Romana ("Římská rodina") a Roma Aeterna ("Věčný Řím"). Kromě těchto publikací existuje ještě mnoho vydání děl antických autorů (např. Cicerona, Sallustia, Vergilia, Ovidia aj.) od Hanse H. Ørberga nebo jeho přátel a příznivců z různých zemí. Doprovodné manuály pro studenty k tomuto kurzu, které byly zpočátku k dispozici v angličtině a dánštině, byly přeloženy i do němčiny, francouzštiny, italštiny, španělštiny a češtiny.